# Gavurdağı salatası

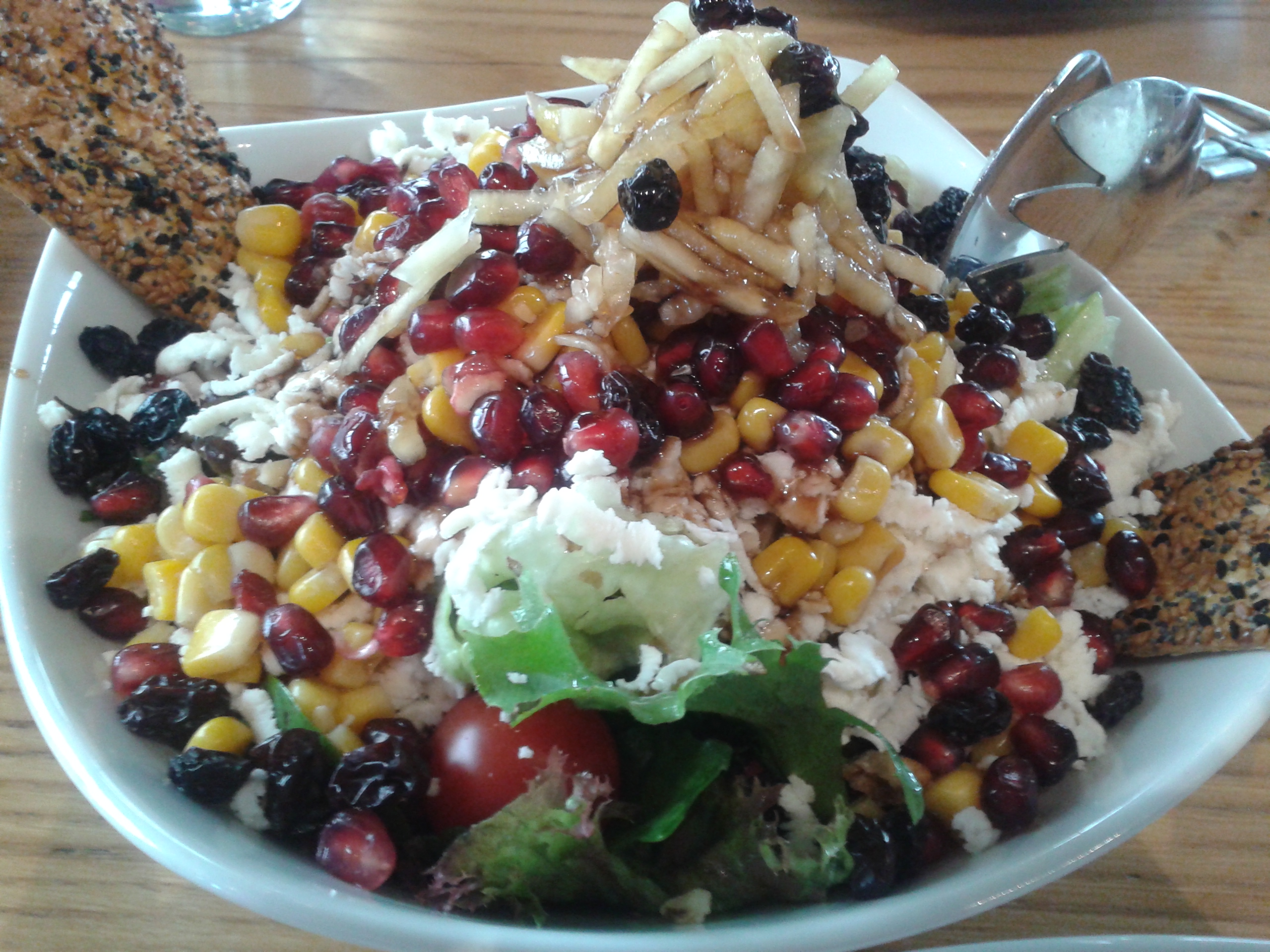
Gavurdağı en Ankara, amb dos distraccions de les receptes convencionales al sur de Turquia, afegir formatge lor i grans de dacsa.

Gavurdağı salatası és un tipus d'amanida a la cuina turca. Es fa amb una varietat de verdures com ara tomaquets, pebrots verds, cebes i cebollins, totes tallades en daus, i nous, julivert i l'espècia sumac. Aquesta amanida se serveix amb nar ekşisi com a amaniment, i grans de magrana com a decoració. Es considera un meze típic per a acompanyar el rakı a Gaziantep. Per un escriptor és una variació moderna de la tradicional ezme tot i que aquesta amanida no té ingredients picants.